# Ädelförfarande

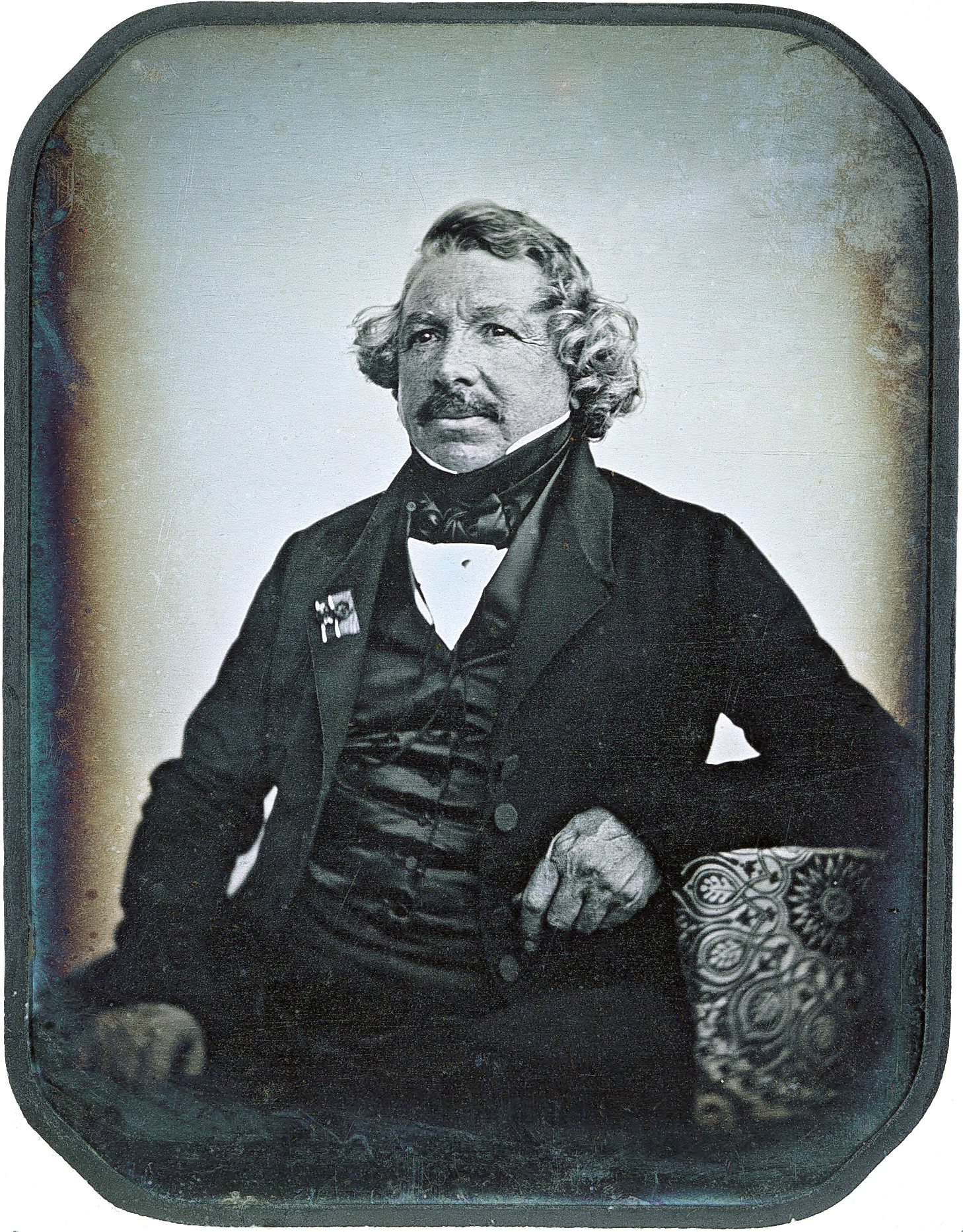
Porträtt av Louis Daguerre utförd i dagerrotypi.

Ädelförfarande är ett begrepp inom fotografiskt teknik, och är benämningen på ett antal fotografiska processer, som ligger utanför traditionell framkallning av film, och bildkopiering.
De olika teknikerna för denna typ av bildframställning som var vanliga runt förra sekelskiftet, var tidskrävande och innebar hantering av många olika kemiska ämnen och underlag, med varierande slutresultat.
Bland de mest kända teknikerna är dagerrotypi, silvergelatintryck, kollodiumprocessen och gummitryck. Idag är ädelförfarande en process som nästan helt är förbehållet olika genrer av konstfotografi.

## Galleri

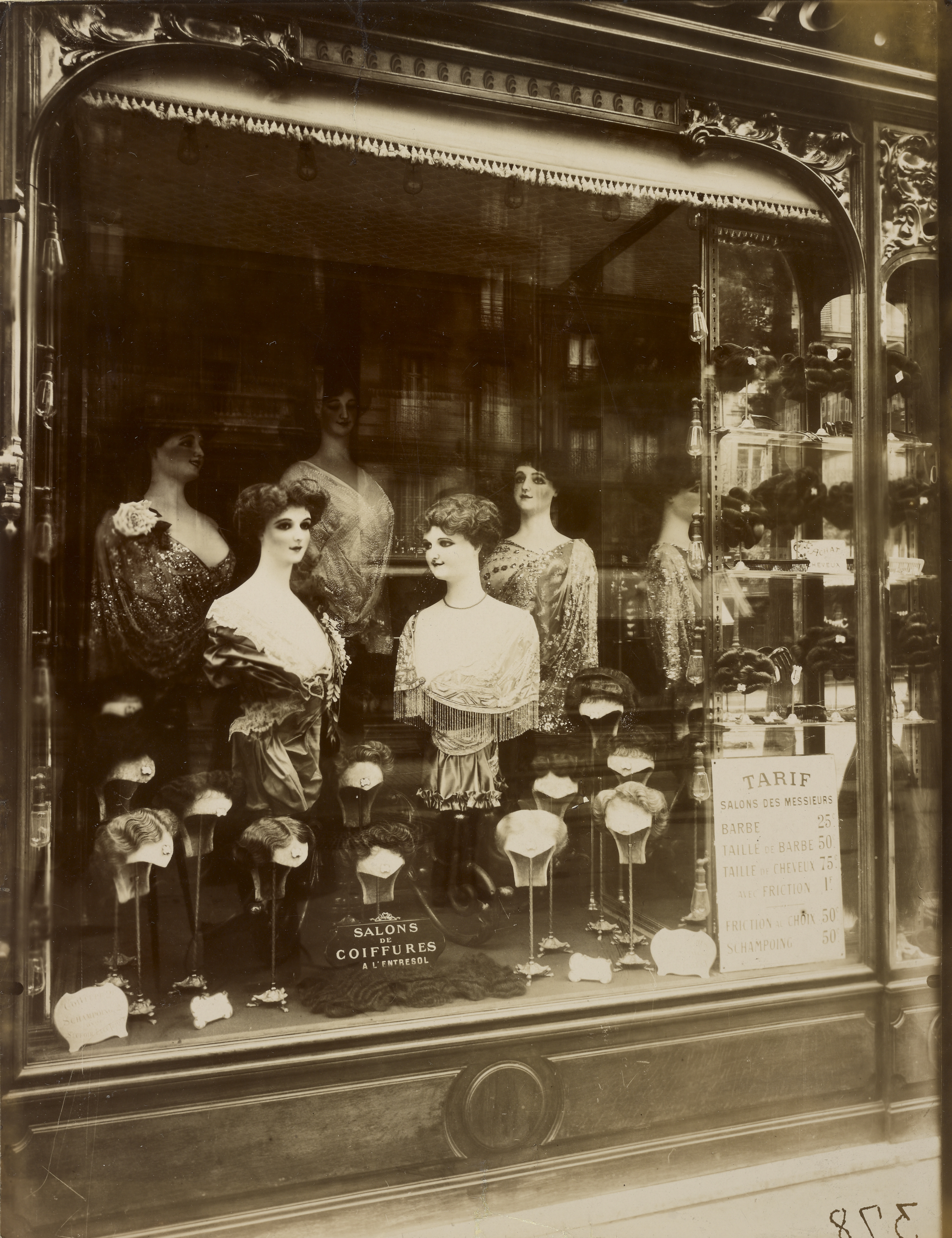
Silvergelatintryck av Eugène Atget.
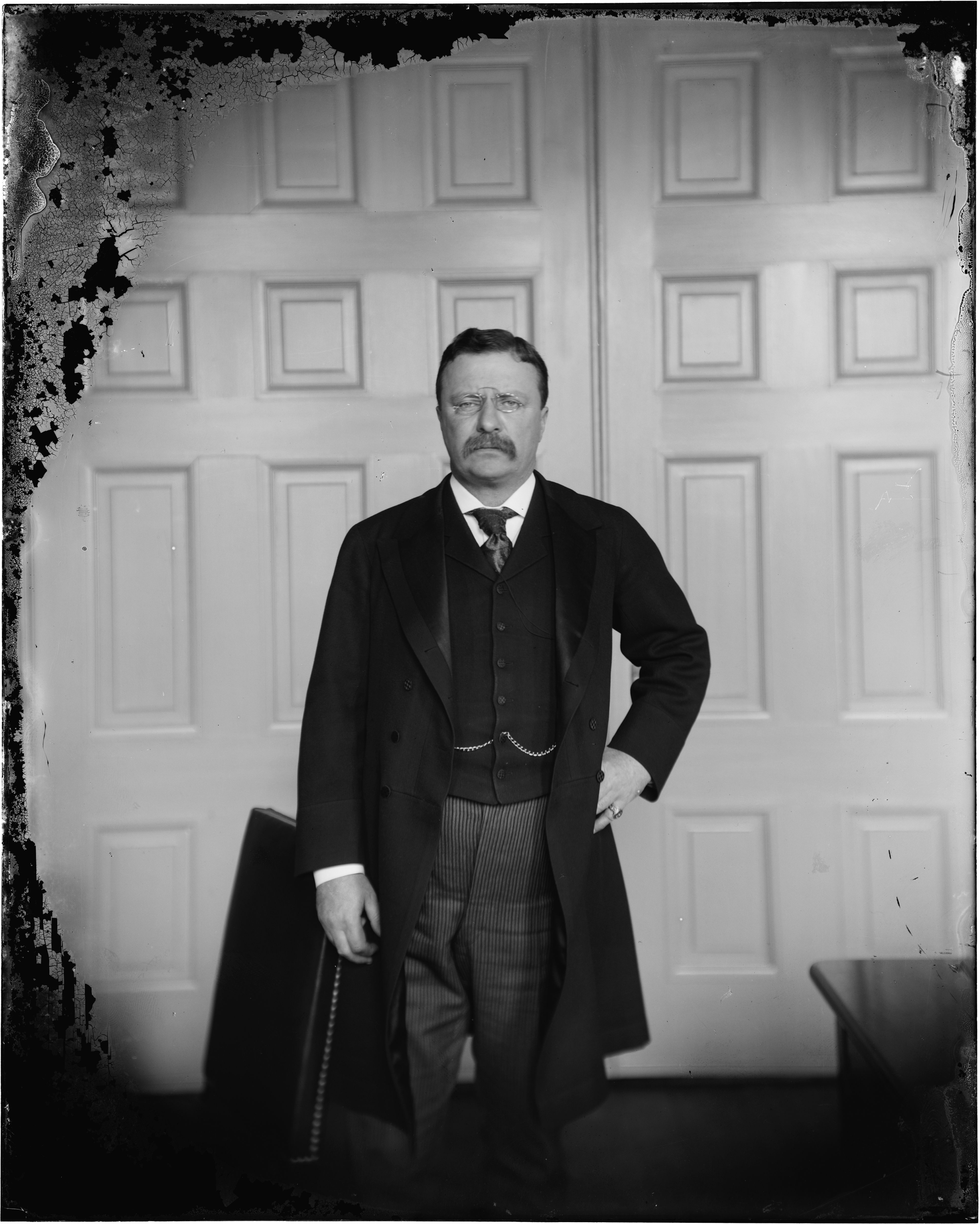
Theodore Roosevelt utfört med kollodiumprocessen.
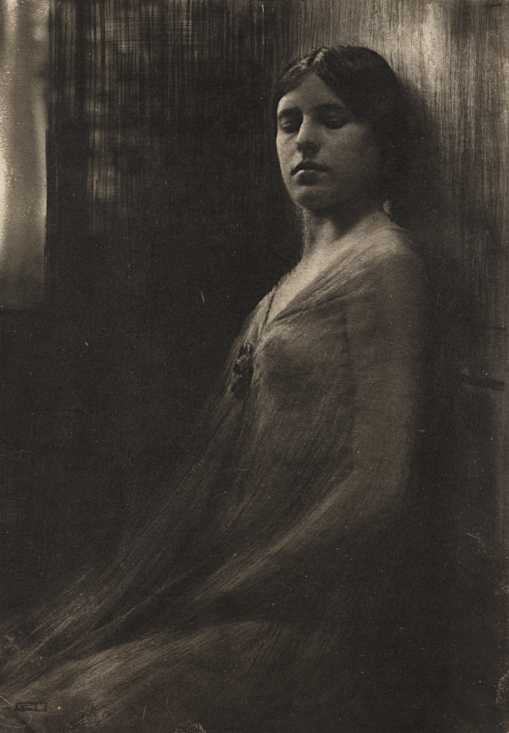
Ett gummitryck.